# غينوان (أوكيناوا)
مدينة غينوان (بالإنجليزية: Ginowan) هي أحد المدن التابعة لمحافظة أوكيناوا. تأسست رسميًا في 01/07/1962. ويقدر عدد سكانها بـ 91233 نسمة حسب تقدير مكتب الإحصاء الياباني لعام 2012. تبلغ مساحة غينوان 19.7 كم2. بكثافة سكانية تبلغ 4569 نسمة/كم2.

## أعلام
- واتارو ناكاساتو